# Matrice di Hurwitz
In matematica, una matrice quadrata è chiamata matrice di Hurwitz  se tutti gli autovalori hanno parte reale negativa. Per ogni autovalore {\displaystyle \lambda _{i}} della matrice di Hurwitz {\displaystyle A} l'equazione differenziale:
{\displaystyle {\dot {x}}=Ax}
è stabile, ovvero {\displaystyle x(t)\to 0} per {\displaystyle t\to \infty }.
Se {\displaystyle G(s)} è una (matrice di valori) di una funzione di trasferimento, {\displaystyle G} è chiamata talvolta funzione di trasferimento "di Hurwitz" se i poli di tutti gli elementi della {\displaystyle G} hanno parte reale negativa. È noto che non è necessario che la matrice {\displaystyle G(s),} sia una matrice di Hurwitz e non è necessario che sia necessariamente quadrata. La connessione è che se la matrice {\displaystyle A} è una matrice di Hurwitz, allora il sistema dinamico:
{\displaystyle {\dot {x}}(t)=Ax(t)+Bu(t)}
{\displaystyle y(t)=Cx(t)+Du(t)}
è una funzione di trasferimento di Hurwitz.

## Polinomi
Dato un polinomio reale:
{\displaystyle p(z)=a_{0}z^{n}+a_{1}z^{n-1}+\cdots +a_{n-1}z+a_{n}}
la matrice di Hurwitz corrispondente al polinomio {\displaystyle p} è la matrice quadrata di dimensione {\displaystyle n\times n} data da:
{\displaystyle H={\begin{pmatrix}a_{1}&a_{3}&a_{5}&\dots &\dots &\dots &0&0&0\\a_{0}&a_{2}&a_{4}&&&&\vdots &\vdots &\vdots \\0&a_{1}&a_{3}&&&&\vdots &\vdots &\vdots \\\vdots &a_{0}&a_{2}&\ddots &&&0&\vdots &\vdots \\\vdots &0&a_{1}&&\ddots &&a_{n}&\vdots &\vdots \\\vdots &\vdots &a_{0}&&&\ddots &a_{n-1}&0&\vdots \\\vdots &\vdots &0&&&&a_{n-2}&a_{n}&\vdots \\\vdots &\vdots &\vdots &&&&a_{n-3}&a_{n-1}&0\\0&0&0&\dots &\dots &\dots &a_{n-4}&a_{n-2}&a_{n}\end{pmatrix}}}
Nel 1895 Adolf Hurwitz ha stabilito (criterio di Routh-Hurwitz) che un polinomio è stabile (ovvero le radici hanno parte reale strettamente negativa) se e solo se tutti i minori principali di guida della matrice di {\displaystyle H(p)} sono positivi:
{\displaystyle {\begin{aligned}\Delta _{1}(p)&={\begin{vmatrix}a_{1}\end{vmatrix}}&&=a_{1}>0\\[2mm]\Delta _{2}(p)&={\begin{vmatrix}a_{1}&a_{3}\\a_{0}&a_{2}\\\end{vmatrix}}&&=a_{2}a_{1}-a_{0}a_{3}>0\\[2mm]\Delta _{3}(p)&={\begin{vmatrix}a_{1}&a_{3}&a_{5}\\a_{0}&a_{2}&a_{4}\\0&a_{1}&a_{3}\\\end{vmatrix}}&&=a_{3}\Delta _{2}-a_{1}(a_{1}a_{4}-a_{0}a_{5})>0\end{aligned}}}
e così via. I minori {\displaystyle \Delta _{k}(p)} sono detti determinanti di Hurwitz.